# Hagetmau Doazit Chalosse
El Hagetmau Doazit Chalosse es un equipo de baloncesto francés con sede en la ciudad de Doazit, que compite en categorías regoinales. Disputa sus partidos en la Salle de Doazit.

## Posiciones en liga
- 1997 - (N3)
- 1998 - (8-N2)
- 2000 - (11-N1)
- 2001 - (N2)
- 2006 - (1-N3)
- 2007 - (13-N1)
- 2008 - (N2)
- 2009 - (4-NM2)
- 2010 - (3-NM2)
- 2011 - (6-NM2)
- 2012 - (12-NM2)
- 2013 - (1-NM3)
- 2014 - (14-NM2)
- 2015 - (NM3)
- 2020 - (3-NM3)
- 2021 - (Cancelada-NM3)
- 2022 - (10-NM3)

## Palmarés
- Campeón NM3 - 1992
- Campeón Copa des Landes - 1992,1993,1994,2000,2007,2008,2009,2012
- Campeón Supercopa Suroeste - 1996,1997,2000,2005,2006,2012